# Lukas Meijer
Lukas Meijer (Ulricehamn, 21 agosto 1988) è un cantante e musicista svedese.
Ha rappresentato la Polonia all'Eurovision Song Contest 2018 con il brano Light Me Up, in collaborazione con il disc jockey polacco Gromee, non riuscendo a qualificarsi per la serata finale.

## Biografia
Ha trascorso la sua infanzia nella città di Ulricehamn. Si è diplomato al liceo di Tingsholm e ha studiato all'Università di Uppsala. Nella sua gioventù ha praticato l'hockey su ghiaccio, passione condivisa con suo fratello, Sebastian Meijer, giocatore professionista di hockey su ghiaccio.

## Carriera
La sua carriera musicale inizia nel 2013, quando fonda la sua prima band i No Sleep For Lucy, dove interpretano brani prevalente rock.
Nel febbraio 2018 Mejier ha preso parte a Krajowe Eliminacje 2018, il processo di selezione polacco per l'Eurovision Song Contest con il brano Light Me Up, in collaborazione con il disc jockey polacco Gromee. Nella serata del programma, il duo è stato proclamato vincitore del programma, avendo ottenuto il massimo dei punteggi da parte del pubblico e terzi dalle giurie. Questo ha concesso a loro il diritto di rappresentare la Polonia all'Eurovision Song Contest 2018, a Lisbona.
Il duo si è esibito nella seconda semifinale della manifestazione, mancando la qualificazione alla finale, classificandosi quattordicesimi con 81 punti.

## Discografia

### Singoli
- 2013 - Lycka är vår tid

#### Come featuring
- 2017 - Without You (Gromee feat. Lukas Meijer)
- 2018 - Light Me Up (Gromee feat. Lukas Meijer)